# Liste von römisch-katholischen Klöstern
Diese Liste enthält Klöster und andere geistliche Gemeinschaften der römisch-katholischen Kirche.

## Klöster

### Augustiner-Discalceaten(Augustiner-Barfüßer)
- - Kloster Taxa in Odelzhausen (1654–1802)
  - Kloster Mariabrunn bei Wien (bis 1828)

### Barmherzige Brüder vom hl. Johannes von Gott(OH)
- Deutschland
  - Algasing (1868 – bestehend)
  - Bad Wörishofen (1896 – bestehend)
  - Frankfurt am Main (? – bestehend)
  - Gremsdorf (? – bestehend)
  - Königstein im Taunus (2007 – bestehend)
  - Kostenz (1899 – bestehend)
  - Malseneck/Kraiburg (2010 – bestehend)
  - München Hospital St. Max (1750–1809)
  - München-Nymphenburg Ordensprovinz (1916 – bestehend)
  - Münster Clemenshospital Münster Clemenskirche (Münster) (1732–1811)
  - Kloster St. Wolfgang (Neuburg an der Donau) (1622–1806, 1831 – bestehend)
  - Püttlingen (1976 – bestehend)
  - Regensburg (1927 bzw. 1930 – bestehend), größtes Ordenskrankenhaus Deutschlands
  - Kloster Reichenbach am Regen (1890 – bestehend), vorher Benediktiner (1118–1556, 1661–1803, 1883–1887)
  - Schwandorf (? – bestehend) vorher Niederbronner Schwestern seit 1931, St. Barbara-Krankenhaus
  - Straubing (1884 – bestehend) Klinikum St. Elisabeth

### Barmherzige Brüder von Maria Hilf(FMMA)
- Andernach (? – bestehend)
- Bad Mergentheim Caritas-Krankenhaus (2006 – bestehend)
- Bonn, Krankenhaus St. Petrus bzw. Brüderkrankenhaus im Gemeinschaftskrankenhaus (1886 – bestehend)
- Koblenz 1.Gründung Brüderhaus (1850 – ?)
- Koblenz Brüderkrankenhaus St. Josef (1899 – bestehend) Fusion 2001
- Koblenz Peter-Friedhofen-Haus (2013 – bestehend)
- Marsberg St.-Marien-Hospital (2000 – bestehend)
- Montabaur Brüderkrankenhaus (1882, 2001 Fusion; bestehend)
- Münstermaifeld St. Josef (1999 – bestehend)
- Paderborn Brüderkrankenhaus St. Josef (1904 – bestehend)
- Plaidt Maria vom Siege (1999 – bestehend)
- Rilchingen (? – ?)
- Saffig (1869 – bestehend)
- Trier (Mutterhauskonvent und Brüderstation) (1853 – bestehend)
- Zemmer, Schönfelderhof (1920 – bestehend)

### Barmherzige Schwestern vom hl. Vinzenz von Paul(Vinzentinerinnen, FdC)
- Deutschland
  - Kloster Untermarchtal (1891–bestehend)

### Daughters of Divine Love, Töchter von der Göttlichen Liebe (DDL)
- Deutschland
  - Bonn (Sitz der deutschen Region) ab ca. 2015[1]
  - Euskirchen
  - Frechen
  - Köln-Neubrück
  - Leverkusen
  - Niederkassel
  - Rheinbach-Flerzheim, Antoniuskloster, (ca. 1990–2015[2], vorher 1244–1803 Zisterzienser (Kloster Heisterbach), 1904–1925 (Brand) Cellitinnen, 1936–1986 Franziskusschwestern der Familienpflege, dann Missionarinnen Mariens)[3]
  - Troisdorf
- Nigeria
  - Enugu (Nigeria) (1969–bestehend), Mutterhaus und Generalat

### Elisabethinnen(Franziskaner-Tertiarinnen)
| - Deutschland - Mutterhaus Aachen (1622 – bestehend) - Kloster Azlburg Straubing (1748–1807; 1829–1975) - Bad Kissingen (1945 – bestehend) - Blankenheim (Ahr, 1681–1802) - Kloster Bethlehem Bergheim (1899–1964) - Düren (Gasthauskloster, 1650–1873) - Düren Maria-Hilf-Hospital (ehem. Franziskanerkloster, 1864–?) - Düren Elisabethstift (1889–?) - Jülich (1678–1802) - München (1750–?) - Münsterberg (1863–?) - Neuburg an der Donau (1840–2017) |

### Franziskaner (OFM)
Bis 1517 wurden die Franziskaner (lateinisch ordo fratrum minorum „Orden der Minderbrüder“) auch als Minoriten bezeichnet. 1517 teilten sich die Franziskaner in die Observanten und die Konventualen, welche heute als Minoriten (OFMConv) bezeichnet werden (siehe unten). Die französische Ordensbezeichnung lautete bis zur Aufhebung aller französischen Orden im Zuge der Revolution Cordeliers. Nach der Teilung des Ordens im Jahr 1517 war die Bezeichnung (auch Cordeliers de l’observance oder Observantins) dem Zweig der reformierten Franziskaner vorbehalten. In Polen nennt man die Franziskaner Bernardyni (Bernhardiner). Im Mittelalter hießen die Franziskaner auch Graue Mönche, Graue Brüder, englisch Greyfriars.

### Franziskaner-Tertiaren
- - siehe oben: Amigonianer (Kapuziner-Tertiarier)
  - siehe auch: Franziskanerbrüder vom Heiligen Kreuz
  - Kloster Ballysaggart (zweite Hälfte des 15. Jahrhunderts bis 1602)
  - Kloster Herrieden (vor 1463 bis Mitte 16. Jahrhundert)
  - Nikolauskloster (Jüchen), Jüchen-Bedburdyck (vor 1411–1802) Franziskaner-Tertiaren, seit 1905 Oblaten
  - Kloster Trauntal Kelheim (1450–1802, Terziaren der Franziskaner-Reformaten)
  - Terziarenkloster Rothenburg ob der Tauber (vor 1400–1541), 1579 abgerissen

#### Armen-Brüder des hl. Franziskus, CFP
- Deutschland
  - Düsseldorf
- USA[4]
  - Cincinnati, Ohio: John Hoever House, Immaculate Heart of Mary School
  - Covington, Kentucky: Holy Family Friary
  - El Paso, Texas: St. Joseph School
  - Hamilton, Ohio: Mercy-Franciscan at Schroder
  - Hoboken, New Jersey: St. Ann Parish
  - Little Rock, Arkansas: Catholic High School for Boys
  - Southgate, Kentucky: St. Theresa School
  - Ft. Thomas, Kentucky: Carmel Manor

### Franziskanerinnen(Franziskaner-Tertiarinnen, RegulierterDritter Orden)
|  |

Es gibt zahlreiche Kongregationen, die eine regulierte Form des Franziskanischen Dritten Ordens darstellen, viele davon im 19. Jahrhundert gegründet.
- siehe dazu: Franziskanerinnen mit einer Liste franziskanischer Frauengemeinschaften. Die einzelnen Kongregationen haben jeweils z. T. viele Klöster und Niederlassungen.
- siehe oben: Elisabethinen

Hier folgt eine Liste alter Gründungen:
- Deutschland
  - Kloster Sankt Maria Stern Augsburg (1258–1802, 1828–bestehend)
  - Kloster Sankt Martin Augsburg (1263–1533)
  - Kloster bei der Horbruck (Augsburg) (1406–1533)
  - Kloster Maria Rosengarten, Bad Wurzach (1513–1806), 1855–1863 Schulschwestern vom Hl. Kreuz, 1863–2007 Arme Schulschwestern zu Rottenburg
  - Kloster der Franziskaner-Terziarinnen Freising (1484–1561)
  - Kloster Gorheim (15. Jahrhundert–1782, vorher Schwestern (1347–15. Jahrhundert), danach Jesuiten (1852–1872), Franziskaner-Rekollekten (1892-bestehend ?))
  - Interfranziskanische Kommunität St. Clara in Hermeskeil (seit 2017, vorher 1923–2016 Franziskaner)
  - Kloster Heilig Kreuz (Mindelheim) (1623–bestehend)
  - Kloster Kaufbeuren (1150/1315–1803, 1831–bestehend)
  - Kloster Klosterbeuren (1273–1803)
  - Franziskanerinnenkloster Leutkirch im Allgäu
  - Kloster Lindau (1223–1528, danach evangelisch, 1802 aufgelöst)
  - Franziskanerinnenkloster Memmingen
  - Kloster Nürnberg (1412–Reformation (16. Jahrhundert)), jetzt evangelischer Gottesdienstraum
  - Kloster Salmannshofen (1282–1401/1753)
  - Kloster Sankt Maria Porten (1599–1807, ab 1899 Franziskanerinnen)
  - Franziskaner-Tertianerinnenkloster zum Hl. Ludwig, Schwäbisch Gmünd (1447/1476–1803)
  - Agnetenkloster Xanten (1402–1606, dann Benediktinerinnen und Zisterzienserinnen bis 1802)

### Heilig-Geist-Orden
| - Deutschland - Kloster Heilig Geist (Eichstätt) (1254–1362, aufgehoben) - Kloster Heilig Geist Landshut (1209–1232/1252, aufgehoben) - Kloster Heilig Geist Memmingen (1210–1802, aufgehoben) - Kloster Heilig Geist Neumarkt (1239–1527, aufgehoben) - Heilig-Geist-Spital mit Kloster in Grüningen (ca. 1240–1552, aufgehoben) - Österreich - Pulgarn (1313–1567, aufgehoben) |

### Orden des Heiligen Erlösers (OBS)
- Kloster Saint-Sauveur[5] (1711), Libanon

### Hieronymiten
| - Deutschland - Kloster St. Anna im Lehel, München (1725–1807, seit 1827 Franziskaner) - Klösterl Walchensee (1688–1725) | - Spanien - Kloster von Yuste (1409–180x) - Real Monasterio de Nuestra Señora de Guadalupe, Extremadura (1389–1835, seit 19?? Franziskaner) |

### Jesuiten
siehe Jesuiten-Kommunität

### Kamaldulenser
| - Italien - Kloster Follina (1573–1769/1771, vorher Benediktiner (?), Zisterzienser (1146–1573), danach Serviten (1915–?)) - Kloster San Bartolomeo di Buonsollazzo, Borgo San Lorenzo (1877–2004, davor Benediktiner (1084–1320), Zisterzienser (1320–1705), Trappisten (1705–1782)) - Kloster San Salvatore di Monte Acuto, Umbrien (1008–12??, seit 1523, dazwischen Zisterzienser (1234–1434/1523)) - Kloster Santa Maria in Strada, Anzola dell’Emilia (?–1250, davor Benediktiner (994–?), danach Zisterzienser (1250–1463/1497), aufgehoben 1797) - Kloster San Michele, Venedig (13. Jahrhundert–1804) | - Litauen - Kloster Pažaislis, Kaunas (1664–~1831, danach Orthodox (1842–?), Schwestern des Hl. Kasimir (1920–1948, seit 1992)) - Österreich - Kloster Kahlenberg (1629–178?, danach seit 1906 Resurrektionisten) - Slowakei - Červený Kláštor (1711–1782, aufgehoben, davor Kartäuser (1330–1567)) |

### Kartäuser
siehe Liste der Kartäuserklöster

### Kartäuserinnen
siehe Liste der Kartäuserklöster

### Kreuzherren
- Deutschland
  - Aachen (1371–1802)
  - Bentlage (1437–1803)
  - Bonn Augustinushaus (1964–1969)
  - Bonn-Beuel/Limperich (1960–2005)
  - Kloster Brandenburg (1477–1784) bei Aachen-Sief, säkularisiert
  - Brüggen St. Nikolaus (1479–1802)
  - Duisburg (1498–1814)
  - Dülken (1479–1802)
  - Düsseldorf (1438–1814)
  - Kloster Ehrenstein (1488–1812, 1953–1998, zwischenzeitlich Franziskaner 1893–1953, ab 1999 Montfortaner)
  - Emmerich (1487–1811)
  - Essen-Haarzopf (1974–1989)
  - Essen-Kettwig (1972–1996)
  - Falkenhagen (1432–1596)
  - Kanonie der Kreuzbrüder zu Glindfeld (1499–1804, davor Augustinerinnen (1298–1499))
  - Haan Regionalvikariat (? –bestehend)
  - Helenenberg/Welschbillig (1485–1802), seit 1925 Salesianer Don Boscos
  - Hohenbusch in Erkelenz (1302–1802, davor und anfänglich im Besitz des Marienstifts Aachen (1147–1305))
  - Höhnscheid bei Ippinghausen (1468–1527)
  - Köln Streitzeuggasse (1307–1802)
  - Marienfrede bei Dingden (1439–1806/1812), auch Marienvrede, Marienwrede[6]
  - Neuss (1967–1977)
  - Osterberg bei Osnabrück (1432–1527/1633)
  - Peternach bei Rhens (1497–1552)
  - Ratingen-Breitscheid (1960–1985)
  - Ratingen-Lintorf (1968–2006)
  - Schwarzenbroich bei Langerwehe (16. Februar 1340, säkularisiert 1802, Folgenutzungen, Verfall zur Ruine)
  - Kloster Steinhaus in Wuppertal-Beyenburg, gegründet 1298, säkularisiert 1804, wieder mit Kreuzherren besetzt 1964.
  - Wegberg (1639–1802)
  - Wickrath (22. Januar 1494–1794 und 1480–1802)
  - Wuppertal-Elberfeld St. Laurentius (1970–1995)
  - Wuppertal-Elberfeld St. Ursula (1953–2005)
  - Wuppertal-Hahnerberg (1955–1985)

### Kreuzherrenorden von Bologna
- Irland
  - Kloster und Hospital Nenagh (1200–1541)

### Maristenpatres
| - Deutschland - Ahmsen/Lähden (18. April 1923–2010), danach Gemeinschaft christlichen Lebens (GCL) - Cham (? – bestehend) - Dessau (1992–bestehend) - Kloster Fürstenzell (1931–bestehend), davor Zisterzienser (1274–1803) - Furth bei Landshut (25. Januar 1915–bestehend) - Meppen (1899–bestehend), Gründungshaus in Deutschland - Mindelheim (16. April 1926–bestehend) - Passau (1978–bestehend) - Recklinghausen (3. Februar 1914–bestehend?) |

### Marianer
| - Deutschland - Kloster Obermedlingen (seit 1996, vorher Dominikanerinnen (1260–1555), Dominikaner (1651–1804), Oblaten (1923–1987), Prämonstratenser (1987–1996)) - Vilgertshofen (? - bestehend) |

### Mauritius-Schwestern
- Schweiz
  - La Pelouse, Saint-Maurice VS (1865–bestehend ?)

### Michaeliten
- Buschhoven

### Minoriten(Franziskaner-Konventualen, OFMConv)
| - Deutschland - Kloster Blieskastel (Polnische Provinz, Wallfahrtsseelsorge an der Heilig-Kreuz-Kapelle seit 2005, vorher seit 1924 Kapuziner) - Bonn 1274–1803 (Seelsorge an St. Remigius, 1957–2007) - Minoritenkloster Brilon (1653 – 6. April 1804), nach Rüthen, Gymnasium Petrinum Brilon - Minoritenkloster Fritzlar (Konventualen, 1811 aufgehoben) - Minoritenkloster Köln, 1229–1802, seit 1929 - Minoritenkloster Lennep (ca. 1641–1803), vorher (ca. 1400–1563 Franziskaner) - Linnich (1643–1802) Minoriten - Kloster Maihingen (1607–1803, vorher seit 1472 Birgitten) - Kloster Mariabuchen bei Lohr am Main (Polnische Provinz, seit 2002), vorher 1726–1802 und 1849–2002 Kapuziner - Minoritenkloster Monschau, („Aukloster“) (1712–1802) Minoriten - Neersen Minoritenkloster Neersen (1658–1802) - Nideggen (1651–1802) Minoriten - Ottbergen (Schellerten) (Polnische OFMConv-Provinz ab 2012, bis dahin seit 1868 Franziskaner) - Minoritenkloster Reisbach (1901–1977) - Kloster Schönau (Gemünden am Main) (1699, bestehend) Minoriten - Kloster Schwarzenberg, Scheinfeld (seit 1866, vorher seit 1702 Franziskaner) - Kloster Seligenthal (Sieg) (1654–1803), vorher 1231–? Franziskaner - Siegburg (1654–1803) Minoriten - Minoritenkloster Sinzig (1648–?), Sinzig - Solingen (1782-ca. 1806) Minoriten - Spabrücken Mariä Himmelfahrt (Spabrücken) (1680–1802 und 1862–?) Minoriten - Trier St. German (1570–1802) Minoriten - Franziskanerkloster Würzburg (seit 1221) | - Österreich - Minoritenkloster Asparn an der Zaya (Niederösterreich, seit 1632/34, 1740 durch Brand zerstört und 1745 neu erbaut, bis heute bewohnt) - Minoritenkloster Enns (1644–1784, vor 1280–1551 und seit 1859 bis heute Franziskaner) - Minoritenkloster Graz (seit 1226 Franziskaner in Graz, seit 1525 bis heute Minoriten) - Minoritenkloster Krems-Stein (ab 1223/24; 1790/96 aufgehoben) - Minoritenkloster Neunkirchen/NÖ (1631 bis heute) - Franziskanerkloster Tulln (Franziskaner?, siehe Minoritenkirche Tulln) - Minoritenkloster an der Alserkirche in Wien, Alservorstadt (Wien VIII, seit 1224 Franziskaner an der 1274 begründeten Wiener Minoritenkirche, später Minoriten, seit 1784 bis heute im ehemaligen Kloster der Trinitarier im Bezirk Alservorstadt) - Italien - San Leonardo di Siponto, Siponto (Mitte 17. Jahrhundert-1809, davor Benediktiner (~1113–1127), Augustiner-Chorherren (1127- ~1261), Deutscher Orden (~1261-Mitte 15. Jahrhundert)) - San Sebastiano alle Catacombe, Rom (1826-bestehend?, davor Benediktiner (4. Jahrhundert–?), Regularkanoniker (–1171), Zisterzienser (1171–1826)) - Kloster Santa Maria di Palazzolo, Albano Laziale (1458–?, davor Zisterzienser (1237~–1398), Kartäuser (~1398–~1458), heute Collegio Inglese) - Abbazia delle Tre Fontane, Rom (1826–?, vorher Zisterzienser (1140–1810), seit 1868 Trappisten) - Schweiz - Choulex (Genève) - Flüeli-Ranft - Freiburg im Uechtland |  |

### Missionare von Mariannhill
| - Deutschland - Bad Wörishofen (?, bestehend) Kurseelsorge - Breitbrunn (? - ?) - Köln (?, bestehend) - Lohr (Aloisianum, 1912–2003) - Maria Beinberg, Gemeinde Gachenbach (? - ?) - Maria Veen (1952, bestehend) - Kloster Mönchsdeggingen (1950–2009), vorher Benediktinerinnen (10./11. Jahrhundert bis 1138), Benediktiner (1142–1802) - Mussenhausen (? - ?) - Kloster Oelinghausen (bei Arnsberg, 1174–1804 Prämonstratenserinnen, bis ins 13. Jahrhundert Doppelkloster, 1956–1991 Mariannhiller Missionare, seit 1992 Schwestern der hl. Maria Magdalena Postel (Heiligenstädter Schulschwestern)) - Reimlingen St. Josef (1920, bestehend) - Würzburg (1929, bestehend) - Südafrika - Kloster Mariannhill (1909 vom Trappistenorden getrennt und zum Mutterhaus der Mariannhiller Missionare erhoben) |

### Missionsschwestern vom Kostbaren Blut
| - Österreich - Kloster Wernberg |

### Montfortaner
| - Deutschland - Kloster Ehrenstein (1999–2007; vorher Kreuzherren (1488–1812, 1953–1998), Franziskaner (1893–1953)) - Wolfsburg (1969–2010) |

- - Marienheide (seit 1957)

### Oblaten der Unbefleckten Jungfrau Maria
- Deutschland
  - Salvatorkloster Aachen (seit 2012 aufgelöst)
  - Bingen St. Rochuskapelle (? - bestehend)
  - Gelsenkirchen (1920, bestehend)
  - Kloster Burlo (Borken, 1920, bestehend)
  - Kloster Maria Engelport (1903, bestehend)
  - Bonifatiuskloster Hünfeld (1895, bestehend) 1. deutsche Niederlassung
  - Nikolauskloster (Jüchen-Bedburdyck, 1905, bestehend), vorher (um 1401/3–1806) Franziskaner-Tertiaren
  - Kloster Kronach (Kronach (1920, bestehend), vorher Franziskaner-Observanten (1649–1829))
  - Kloster Allerheiligenberg (Lahnstein, 1919, bestehend)
  - Kloster Obermedlingen (Medlingen (1923–1987), vorher Dominikanerinnen (1260–1555), Dominikaner (1651–1804), danach Prämonstratenser (1987–1996), seit 1996 Marianer)
  - Mainz (1964, bestehend) Provinzialat
  - Oberelchingen (?, bestehend)
  - Schemmerhofen (1919, bestehend)
  - Ziegenhain/Schwalmstadt (17. Februar 2010, bestehend) polnische Oblaten
  - Zwickau (1991, bestehend)

### Oratorianer
- Deutschland
  - Aachen (1956, bestehend)
  - Kloster Aufhausen (1692–1886, seit 1890 Benediktiner)
  - Blankenheim bei Euskirchen (1670–1716 und 1977–1983) 1983 nach Mönchengladbach
  - Celle (1992, bestehend)
  - Dresden/Pirna jetzt Schmochtitz (1961, bestehend)
  - Frankfurt a. Main (1956, bestehend)
  - Heidelberg (1968, bestehend)
  - Ilsede (1997, bestehend)
  - Leipzig-Lindenau (1930, bestehend)
  - München bei St. Laurentius (1954, bestehend)
  - München am Herzogspital (? -1803?)

### Passionisten
- Deutschland
  - Marienmünster (1965, bestehend)
  - München St. Gabriel (1922, bestehend), 1. deutsche Niederlassung
  - Regensburg Studentenwohnheim
  - Schwarzenfeld in der Oberpfalz (?, bestehend)
- Italien
  - Kloster der Präsentation in Monte Argentario, Toskana
  - Kloster Santa Maria Pugliano bei Paliano

### Paulaner
- Deutschland
  - Paulanerkloster Amberg (1652–1803)
  - Kloster Neudeck (1627/9–1799)
  - Gottesberg/Bad Wurzach (1763–1806), Paulaner-Tertiaren
- Tschechien
  - Kuklov

### Pauliner
- Deutschland (deutsche Provinz)
  - Kloster Anhausen (1403–1557), vorher Waldbrüder
  - Argenhardt (Obere Zelle, 1356–1652/1786)[9]
  - Blümlistobel, Gemeinde Salenstein, Thurgau (nur 1366 erwähnt)[10]
  - Paulinerkloster Bonndorf (1402–1807)
  - St. Jakob (Donnersberg), Dannenfels (1370–1554)
  - Dauchingen (1982)[11]
  - Ebnit (1351 gegründet/erwähnt, abhängig von Langnau, vor 1423 nach Brand aufgelöst)[12]
  - Erding (1992, bestehend)
  - Gartlberg (2016, bestehend)
  - Kloster Goldbach bei Waldenburg (1382–1556)
  - Kloster Grünwald (um 1360–1802/3)
  - Gundelsbach (1355–1534)[13]
  - Kirnhalden bei Kenzingen (vor 1360 bis vor 1579)[14]
  - Langnau bei Tettnang (1405–1786/7)
  - Maihingen (nur 1437 erwähnt)
  - Mainburg (1981, bestehend) 1. Neugründung; 1893–1917 Beschuhte Karmeliten, 1918–1978 Kapuziner
  - Kloster St. Märgen (1995–2011)
  - Rotes Haus, Gemeinde Muttenz, Basel-Land (1383 bis zwischen 1508 und 1512)[15]
  - Kloster Sankt Oswald (1396–1431, danach Augustiner-Chorherren (1431–1563), Benediktiner (1567–1803))
  - Passau, Mariahilf (2002, bestehend), Provinzialat; 1890–2002 Kapuziner
  - Regensburg, St. Cäcilia (1994–2016); 1911–1987 Augustiner-Eremiten
  - Paulinerkloster Rohrhalden (vor 1342–1786)
  - Paulinerkloster Tannheim (um 1353–1802/3)
  - St. Peter auf dem Kaiserstuhl, Neulindenbuch/Vogtsburg (1373–16. Jh.)[16]
  - Todtmoos (1987, bestehend)
- Österreich
  - Paulinerkloster Unterranna

### Redemptoristen
| - Deutschland - Redemptoristenkloster Aachen (1859–1873 und 1894–1986, 1873–1894 Kulturkampf) - Altötting (11. März 1841 – 1773) 1. R.-Kloster in Bayern, im ehemaligen Jesuitenkolleg St. Magdalena; - Babenhausen (1806–1807) - Berlin-Marienfelde (1928–1991) nach Brandenburg/Havel - Redemptoristenkloster Maria Bickesheim (1920–2010) - Redemptoristenkloster Bochum (1868–1873 und 1894–2011, 1873–1894 Kulturkampf) - Redemptoristenkloster Bonn (1920 – bestehend) - Kloster Bornhofen am Rhein (1850 – 19. Oktober 1873, Kulturkampf), danach Franziskaner - Redemptoristenkloster Heiligenborn Bous/Saar (1949 – 22. September 2009) - Brandenburg/Havel (1991 – bestehend) - Redemptoristenkloster Cham (1899 – bestehend) - Deggendorf (1895–1987) - Dorfen (1861–?) - Augustinerkloster Fährbrück (1867–1873, Kulturkampf), nach 1880 Augustiner - Redemptoristenkloster St. Anton Forchheim (1919–2013, von 1649 bis 1830 Franziskaner-Observanten) - Fuchsmühl/Oberpfalz (1848–1867) - Redemptoristenkloster Gars (1858 – bestehend) - Redemptoristenkloster Geistingen (1903 – 8. Januar 2006) - Günzburg an der Donau (1911–1955) nach Ingolstadt umgezogen - Halbmeile/Deggendorf (1895–1988) - Hallenberg (1955–1980) - Hamicolt/Maria Hamicolt (1856–1873, Kulturkampf) - Redemptoristenkloster Heiligenstadt (1920 – bestehend) - Heldenstein-Bachham (1864–?) - Ingolstadt (1955–1992), von Günzburg 1955; - Itzehoe (1961–1984) - Jestetten Kloster Berg Tabor, (1802–1805) - Jugend-Kloster Kirchhellen (1946 – bestehend) - Koblenz (1851–1854) - Redemptoristenkloster Köln Köln-Mülheim (Alfonshaus, 1938 – bestehend), Regionalat der Provinz St. Clemens - Seniorenkloster Köln-Ehrenfeld (seit 2011) - Maria Martental (1905–1927), danach Herz-Jesu-Priester - Redemptoristenkloster München (1928 – bestehend) Provinzialat seit 1932 - Münster (1849–1873?) - Neumarkt/Oberpfalz (2004-bestehend) - Niederachdorf b. Regensburg (1848–1873 und 1894–1922) - Rheine Alfonsushaus(1937–?) - Riedlingen an der Donau, Redemptoristenseminar (1956–?) - Rothenfeld bei Andechs (1933–1937) Zwangsverkauf, Frauengefängnis Justizvollzugsanstalt Rothenfeld - Redemptoristenkloster Unsere Liebe Frau vom Schönenberg Schönenbergkirche Ellwangen/Jagst (1919 – bestehend) - Redemptoristenkloster Steterburg (1955 – bestehend) - Stuttgart-Botnang (1934–1985), danach Spiritaner - Triberg (1805–?) Maria in der Tanne - Redemptoristenkloster Trier (1851–1873 und 1894-bestehend), Umzug in Dietrichstraße, danach Barmherzige Schwestern - Villingen (nach 1945–?) - Vilsbiburg (1846–1873 Kulturkampf) Wallfahrtskirche Maria Hilf (Vilsbiburg) - Redemptoristenkloster Würzburg St. Alfons (1996 – bestehend) | - Österreich - Redemptoristenkolleg Innsbruck - Redemptoristenkolleg Leoben |  |

### Redemptoristinnen
- - Kloster Püttlingen

### Salesianer Don Boscos
| - Deutschland - Amberg (1930–1937) - Aschau am Inn (1950, bestehend) - Augsburg (1962, bestehend) - Bad Neustadt an der Saale (1953–1980) - Bamberg (1919/31, bestehend) - Bendorf-Sayn (1949–1999?) - Kloster Benediktbeuern (1930, bestehend) - Berlin (1955, bestehend) - Bochum (1949–1950) - Bonn (1969, bestehend) - Burghausen (1920–1986) - Burgstädt/Sa. (1992, bestehend) - Kloster Buxheim (1926, bestehend), vorher Kollegiat (1100–1402), Kartäuser (1402–1802) - Calhorn (1977–2020) - Chemnitz (1991, bestehend) - Duisburg (1953–1983) - Kloster Ensdorf (1920, bestehend), vorher Benediktiner (1121–1556, 1669–1802) - Essen-Borbeck St. Johannesstift (1921, bestehend) - Forchheim (1964, bestehend) - Freyung (1919–1931) - Furtwangen (1962, bestehend) - Hannover (1920, bestehend) - Hannover-Ricklingen (1950–1976) - Heiligenstadt/E. „Villa Lampe“ (1992, bestehend) - Helenenberg (1926, bestehend) - Jünkerath (1953, bestehend) - Kassel (1936, bestehend) - Köln (1964, bestehend) - Kempten (1956–1998?) - Konstanz (1954–?) - Mainz (ital. Gemeinde, 1987, bestehend) - Mannheim (1949–1977) - Marienhausen (1924–1991) - Memmingen (1966–1984) - Mettenheim (1992, bestehend) - München Provinzialat (1973, bestehend) - München Salesianum (1919, bestehend) - Neunkirchen-Seelscheid (1957/62, bestehend) - Nürnberg (1962, bestehend) - Passau (1919–1950) - Pfaffendorf bei Ebern. (1954, bestehend) - Regensburg (1923, bestehend) - Rimsting am Chiemsee (1973, bestehend) - Saarbrücken (1953–1979) - Sannerz (1947, bestehend) - Stuttgart (1999, bestehend) - Trier (1947, bestehend) - Vilsbiburg (2005, bestehend) - Wiesbaden (1927–1970) - Würzburg (1916, bestehend) | - Palästina - Cremisan |

### Salesianerinnen
| - Deutschland - Kloster Beuerberg (seit 1835, vorher Augustiner-Chorherren (1121–1803)) - Kloster St. Augustinus (Amberg) (1692–1804, ab 1839 Arme Schulschwestern) - Kloster Dietramszell (seit 1803, vorher Augustiner-Chorherren (1098–1803)) - Kloster Essen-Borbeck - Kloster Sulzbach (1753–1809) | - Schweiz - Kloster Freiburg (1635-bestehend ?) |

### Salvatorianer
- Deutschland
  - Salvatorkolleg Berlin (Berlin-Wilmersdorf)
  - Kloster Gottesberg (Bad Wurzach, seit 1921, vorher von 1763/64 bis 1806/35 Paulanerterziaren)
  - Kloster Steinfeld (bei Kall in der Eifel, seit 1923 im Besitz des Ordens, 1126–1802, säkularisiert, vorher Prämonstratenser 1126–1802)
- Österreich
  - Kloster Gurk (Gurk, 1932–2008)

### Salvatorianerinnen
- Deutschland
  - Bad Wurzach
  - Franz-Jordan-Stift Berlin-Waidmannslust (1920, bestehend)
  - Kloster Mater Salvatoris, Börwang (1921–2009)
  - Kloster Neuwerk (1874–1889 und seit 1961, davor Benediktinerinnen (1170–1802), Franziskanerinnen (1889–1961))
  - Kerpen-Horrem (? - bestehend), Provinzhaus
  - Marienstift Donauhof, Passau (1926, bestehend)
  - Salvatorianerinnen Kloster Steinfeld und Urft, Kall (seit ca. 1926)
  - Salvatorianerinnen Caritas Seniorenzentrum Straslkund (1997, bestehend)
  - Warburg (1923, bestehend)
  - Warendorf (1996, bestehend)

### Schwestern der St. Josefskongregation
- Deutschland
  - Kloster Bildhausen (ab 1897, vorher Zisterzienser (1158–1803))

### Schwestern vom Guten Hirten
, hier auszugsweise Beispiele
| - Deutschland - Kloster vom Guten Hirten (Aachen) (1848–1982) - Kloster Vom Guten Hirten (Berlin) (1858–1968) - Kloster Maria Trost in Koblenz-Kesselheim (ehem.) - Kloster vom Guten Hirten (München) - Kloster vom Guten Hirten (Trier) | - Österreich - Stift Baumgartenberg (seit 1865 bestehend, vorher Zisterzienser (1141–1792), Jesuiten (1852–1865), Franziskaner (1889–2008)) - Kloster vom Guten Hirten St. Josef in Salzburg |  |

### Serviten
| - Deutschland - Servitenkloster Altlandsberg in Altlandsberg, Brandenburg, (1335–1540) - Ammendorf (30. Oktober 1274–?), vorher Augustiner-Chorherren - Servitenkloster Bernburg (1308–1526) - Düsseldorf-Rath (1956–?) - Servitenkloster Erfurt (1309–1570) - Kloster Gelsenkirchen-Buer (1954–2021) - Kloster Germersheim, Germersheim (1298–1527) - Giebichenstein (1257–1275) „Klausberg“, 1275 Verlegung nach Halle - Servitenkloster Großenhain (1318–1539) - Servitenkloster Halberstadt (1277/1298–?) - Halle/Saale (1257/75–1527), von Giebichenstein verlegt; erstes deutsches Servitenkloster - Hanau Kloster St. Wolfgang (1490/4–1527) - Servitenkloster Hasselfelde/Harz „Kloster zum Paradies“ (1277–1295) - Köln, Glockengasse (1272-1274?) - Himmelgarten (Nordhausen) (1295–1525), von Hasselfelde/Paradies - Kreuzberg bei Bonn (1637–1802), erstes deutsches Servitenkloster nach der Reformation! - Maihingen (1445–1459), vorher Benediktiner und Pauliner; nachher Birgitten bis 1607, 1607–1802 Minoriten - Mariengart (1339–1368), nach Vacha verlegt - Servitenkloster Mutzschen (1490–1530) - Oßmannstedt (1297-um 1400) - Servitenkloster Radeburg (um 1320–1536) - Rheinbach (1714–1802), vorher 1686–1707 Franziskaner - Servitenkloster Schornsheim (1339–1535) - Vacha St. Maria (1368–1527) - Viehhausen (1975–1989) - Weihenlinden (1962–?), Wallfahrtskirche Hl. Dreifaltigkeit | - Italien - Kloster Follina (seit 1915, vorher Benediktiner (?), Zisterzienser (1146–1573), Kamaldulenser (1573–1769/1771)) - Maria Weißenstein, Südtirol (1553, bestehend) - Kloster San Gaudenzio, Toskana (1428–178?, davor Benediktiner (1028–1247/1248), Zisterzienser (1248–1482)) - Österreich Burgenland - Servitenkloster Forchtenau in Forchtenstein - Servitenkloster Loretto Kärnten - Kloster Maria Luggau in Maria Luggau - Servitenkloster Kötschach in Kötschach-Mauthen Niederösterreich - Servitenkloster Mariahilfberg in Gutenstein (1639, bestehend) - Kloster Maria Jeutendorf - Kloster Maria Langegg - Kloster Schönbühel (1666–1980) Steiermark - Servitenkloster Frohnleiten Tirol - Servitenkloster Innsbruck, Sitz der Tiroler Servitenprovinz (1613, bestehend) - Wallfahrtskloster Maria Waldrast in Matrei am Brenner, Tirol (1465, bestehend) - Servitenkloster Rattenberg (im aufgehobenen Augustiner-Eremiten-Kloster) - Servitenkloster Volders mit PORG Volders in Volders (1692, bestehend) Wien - Servitenkirche (Wien) in der Rossau (1638/1670–2009) |  |

### Servitinnen
- Deutschland
  - Stadtkloster Düsseldorf
  - Kloster Doveren, Hückelhoven-Doveren
  - Servitinnenkloster St. Lucia in Köln (Ende des 13. Jahrhunmderts? – 1802)
  - Kloster München an der Herzogspitalkirche
  - Kloster Johannesbrunn, Schalkham, Bayern

### Spiritaner
- Deutschland
  - Broichweiden bei Aachen (1903, bestehend)
  - Buchen/Odenwald (1954–?)
  - Donaueschingen (1923–?)
  - Hangelar St. Augustin (1983–?)
  - Heimbach/Eifel (1920–?)
  - Kaiserswerth (1863–1870) 1. Missionshaus auf deutschem Boden, 1870 Übergabe an Alexianer
  - Kloster Knechtsteden (bei Dormagen, 1895- bestehend)
  - Köln Provinzialat (? - ?)
  - Marienstatt im Westerwald (1864–1873), Kulturkampf!
  - Kloster Marienthal (Westerwald) (1864–1873), 1704–1813 und 1892–1974 Franziskaner, 1853–1864 Lazaristen
  - Menden im Sauerland (1928–?)
  - Rostock (1994, bestehend)
  - Speyer St. Guido-Stift (1922–1991)
  - Speyer im ehemaligen Pfarrhaus von St. Bernhard (? - bestehend)
  - Stuttgart-Botnang (1985, bestehend)

### Steyler Missionare
| - Deutschland - Aulendorf – Blönried (1924, bestehend) - Bad Driburg (1915–2008) - Berlin-Charlottenburg (1922, bestehend) - Dresden-Cotta (1997, bestehend) - Essen (2008, bestehend) - Hamburg-Neugraben (2009, bestehend) - Mosbach (1960, bestehend) - München St. Pius-Kolleg (1958, bestehend) - Nettetal-Kaldenkirchen (vor 1928, bestehend) - Neuenkirchen-St. Arnold (1920–2008) - Sankt Augustin (1913, bestehend) - St. Wendel (1898, bestehend) - Tirschenreuth (1917, bestehend) - Wedel(bei Hamburg, ? - ?) - Wittlich-Wengerohr (1922–2004) | - Niederlande - Steyl – Stadt Venlo - Österreich - Missionshaus St. Gabriel (Maria Enzersdorf) |  |

### Templerorden
- Deutschland
  - Kloster Altmühlmünster (1155/8–1312), Übernahme durch Johanniter bis 1803
  - Augsburg (1270–1314), Übernahme durch Dominikaner (Templer als Dominikaner!)
  - Bamberg (1165–1311), Übernahme durch Franziskaner, Franziskanerkloster Bamberg, vgl. Tafel am Franziskanerkloster.
  - Beienrode/Königslutter „Curia“ (1200–?)
  - Berching (1158–1312)
  - Beyernaumburg (1130–1309?, Kampf 1308!)
  - Braunschweig am Bohlweg (1289–1312), Übernahme durch die Johanniter ab 1357
  - Niederbreisig (1215–1312), Übernahme durch Johanniter
  - Bülstringen (1298–1307)
  - Emmenstedt (1304–1312?)
  - Esterwegen (? -1313), Übernahme durch Johanniter
  - Gehofen (1288/98–1309), Übernahme durch Johanniter
  - Gehringsdorf (13. Jh.-1312), Übernahme durch Johanniter
  - Gelnhausen (1300–?), Übernahme durch Franziskaner-Minoriten
  - Grumbach bei Lauterecken „Schloss Grumbach“ (? -1312)
  - Halberstadt St.-Jakobus-Hospital, Friedrich von Alvensleben! vgl. „Blutstube“ auf Burg Schlanstedt!
  - Hönningen Bad Hönningen Tempelhof! (vor 1225–1312), Übernahme durch Johanniter bis 1803
  - Hof Iben/Fürfeld (1258–1312)
  - Köln-Buchheim (? - ?)
  - Komturei Lietzen (1229–1312), Übernahme durch Johanniter
  - Mainz Komturei vgl. St. Ignaz-Kirche
  - Marienstein (Eichstätt, ? -1312) später Chorfrauenstift
  - Moritzbrunn/Adelschlag (vor 1251–1312)
  - Mücheln/Saale Templerkapelle (Mücheln)! (1240–1312)
  - Nordhausen Ordenshof „vor dem Hagen“ (? -1312)
  - Oberlahnstein/Burg Lahneck (1226–1309)
  - Osthofen/Mühlheim „Templerburg“ (1215–1312)
  - Roth an der Our (1220–1312) Kommende
  - Süpplingenburg (1173/1245–1312), Komtur Otto Herzog von Braunschweig lebte bis 1328!, Übernahme durch Johanniter
  - Teising Templergut (1295–1303), Verkauf an Johanniter
  - Tempelhof/Hornburg (1306–1312)
  - Komturei Tempelhof -Berlin (vor 1205–1312), Übernahme durch Johanniter
  - Thann/Berching (? -1312)
  - Trier (? -1312)
  - Utterode (12. Jh.-1312)
  - Wichmannsdorf/Haldensleben (1215–1307/12) Sitz des Praezeptors!
  - Worms Komturei (? - 1313)

- - Archiconvent der Templer, München

### Terziarinnender Augustinerinnen
- Deutschland
  - Kloster der Augustinerterziarinnen (Königsberg) (1380–1524)

### Weiße Väter
- Berlin
- Dillingen
- Haigerloch
- Hörstel
- Köln
- Luxemburg
- München
- Trier

### Kanonissenstift
→ Kategorie:Frauenstift

### Kollegiatstift
→ Kategorie:Kollegiatstift